# 고양이와 카니리아 (1927년 영화)
《고양이와 카나리아》(The Cat And The Canary)는 미국에서 제작된 Paul Leni 감독의 1927년 영화이다. 로라 라 플랜트 등이 주연으로 출연하였다.

## 출연

### 주연
- 로라 라 플랜트
- 크레이튼 헤일

### 조연
- 툴리 마샬
- 거트루드 애스터
- 아서 에드먼드 캐어웨
- 마샤 매톡스
- 루시엔 리틀필드

## 기타
- 원작자: 존 윌러드